# Лионский аэропорт имени Сент-Экзюпери
Междунаро́дный аэропо́рт Лио́н-Сент-Экзюпери́ (фр. Aéroport Lyon-Saint Exupéry), ранее Лион-Сатоляс (фр. Aéroport de Lyon-Satolas) — расположен в 25 км к востоку от Лиона. Открыт 12 апреля 1975 года.
В 2017 году пассажиропоток аэропорта составил более 10,3 миллионов пассажиров. Это четвёртый по пассажиропотоку аэропорт Франции после аэропорта имени Шарля де Голля, Париж-Орли, а также аэропорта Ниццы. Обслуживание аэропортом осуществляет компания Aéroports de Lyon.

## История
Решение о строительства нового аэропорта в Лионе было принято в 1960-е годы, когда аэропорт Лион-Брон перестал справляться с пассажиропотоком. Лион-Брон, расположенный в 10 км от центра города, нельзя было расширить и построить новые терминалы, а посадочные полосы были слишком короткими, чтобы принимать большие самолёты, обслуживавшие дальние линии. Торгово-промышленная палата Лиона при этом настаивала на том, что регион Рона — Альпы, центром которого является Лион, должен иметь современный международный аэропорт.
В 1965 году началось предварительное изучение вопроса о том, где может быть построен удовлетворяющий современным требованиям аэропорт, хотя даже решение о строительстве такого аэропорта ещё не было принято. Место расположения аэропорта должно было удовлетворять нескольким критериям: удобство доступа из крупнейших городов региона, отсутствие городской застройки, а также хорошие аэронавигационные характеристики. Довольно быстро была выбрана равнина к востоку от Лиона.
Работы по строительству аэропорта продолжались четыре года; не произошло ни отставания от графика, ни перерасходования заложенных в бюджет средств. Аэропорт был открыт 12 апреля 1975 года президентом Франции Валери Жискар д’Эстеном, префектом региона Рона — Альпы Пьером Дуэйлем и президентом торгово-промышленной палаты Лиона Фернаном Бланом. Рейсы были перенесены их аэропорта Лион-Брон в ночь с 19 на 20 апреля; в тот же день в аэропорт прибыл первый коммерческий рейс, компании Air Inter из Парижа.
Вначале в аэропорту была лишь одна взлётно-посадочная полоса длиной 4000 метров и два терминала. Пассажиропоток составлял три миллиона человек в год. В 1989 году была начата программа инвестиций с целью удвоить пропускную способность аэропорта. В мае 1992 года была введена в действие новая полоса длиной 2670 метров.
В 1994 году к аэропорту была проведена линия TGV. Здание вокзала построено по проекту Сантьяго Калатравы и считается одним из шедевров современной архитектуры. 24 октября 1997 года компания Air France открыла хаб в Лионе, для чего терминалы были реорганизованы. 29 июня 2000 года, к столетию со дня рождения Антуана де Сент-Экзюпери аэропорт Лион-Сатоляс был переименован в Лион-Сент-Экзюпери.
В 2005 году правительство заказало исследование по качеству управления аэропортом. В отчёте была помещена резкая критика управления, в частности, отставание от других европейских аэропортов, недостаток дискаунтеров, недостаточное железнодорожная и автодорожное сообщение. В результате 21 декабря 2006 года была создана государственная компания Aéroports de Lyon, в марте 2007 года взявшая на себя управление аэропортом. 10 ноября 2016 года 60% управляющей компании было приватизировано консорциумом, состоящим из девелоперской компании Vinci Airports, банка Caisse des dépôts и страховой компании Crédit agricole assurances.
В 2014 году началось строительство нового терминала 1 площадью 70 000 м2, в результате чего пропускная способность аэропорта должна достичь 15 млн. пассажиров в год к 2020 году. Первая очередь нового терминала открылась 11 апреля 2017 года. Завершения строительства запланировано на лето 2018 года. На некоторых схемах указано наличие трех терминалов, но на 2020 год терминал N3 уже отсутствует на всех официальных планах, а на его месте обозначен новый комплекс в виде "шайбы", примыкающий к крылу терминала N1.

## Пассажиропоток
Данные из запроса в Викиданные.
|                     | 2001      | 2004      | 2007      | 2010      | 2013      | 2016      | 2020 (план) |
| ------------------- | --------- | --------- | --------- | --------- | --------- | --------- | ----------- |
| Международные       | 3 414 339 | 3 581 626 | 4 367 025 | 4 936 982 | 5 394 873 | 6 351 780 |             |
| Национальные        | 2 644 629 | 2 544 546 | 2 826 549 | 2 864 867 | 3 107 322 | 3 146 938 |             |
| Транзитные          | 49 639    | 102 440   | 127 378   | 177 379   | 60 103    | 54 532    |             |
| Всего               | 6 108 607 | 6 228 612 | 7 320 952 | 7 979 228 | 8 562 298 | 9 553 250 | 15 000 000  |
| В т. ч. дискаунтеры | 0         | 151 476   | 471 668   | 1 469 900 | 2 037 234 | 3 099 148 |             |

По данным Союза французских аэропортов.
По предварительным данным, годовой пассажиропоток 2017 года составил 10,3 млн. пассажиров.

## Авиакомпании
По состоянию на лето 2017 года, аэропорт на регулярной основе обслуживал рейсы следующих авиакомпаний:
| Авиакомпания        | Страна         | Код ИАТА |
| ------------------- | -------------- | -------- |
| Aegean              | Греция         | A3       |
| Aer Lingus          | Ирландия       | EI       |
| Aigle Azur          | Франция        | ZI       |
| Air Algérie         | Алжир          | AH       |
| Air Arabia Maroc    | Марокко        | 3O       |
| Air Canada          | Канада         | AC       |
| Air Corsica         | Франция        | XK       |
| Air France          | Франция        | AF       |
| Air Malta           | Мальта         | KM       |
| Air Transat         | Канада         | TS       |
| Austrian Airlines   | Австрия        | OS       |
| Blue Air            | Румыния        | BMS      |
| British Airways     | Великобритания | BA       |
| Brussels Airlines   | Бельгия        | SN       |
| Chalair Aviation    | Франция        | CE       |
| Croatia Airlines    | Хорватия       | OU       |
| EasyJet             | Великобритания | U2       |
| Emirates            | ОАЭ            | EK       |
| Eurowings           | Германия       | EW       |
| Flybe               | Великобритания | BE       |
| HOP!                | Франция        | A5       |
| Iberia              | Испания        | IB       |
| Iberia Express      | Испания        | I2       |
| Jet2.com            | Великобритания | LS       |
| Jetairfly           | Бельгия        | TB       |
| KLM                 | Нидерланды     | KL       |
| Lufthansa           | Германия       | LH       |
| Montenegro Airlines | Черногория     | YM       |
| Nouvelair           | Тунис          | BJ       |
| Pegasus             | Турция         | PC       |
| Royal Air Maroc     | Марокко        | AT       |
| smartwings          | Чехия          | QS       |
| SWISS               | Швейцария      | LX       |
| TAP Portugal        | Португалия     | TP       |
| Transavia           | Нидерланды     | TO       |
| Tunisair            | Тунис          | TU       |
| Turkish Airlines    | Турция         | TK       |
| Twin Jet            | Франция        | T7       |
| Vueling             | Испания        | VY       |
| Wizz Air            | Венгрия        | W6       |
| WOW air             | Исландия       | X9       |
| XL Airways          | Франция        | SE       |

## Транспорт
Аэропорт расположен в 25 км от центра Лиона, в 75 км от Сент-Этьена, в 85 км от Шамбери и в 90 км от Гренобля. К нему можно попасть разными способами:
- По автомагистрали A432, соединяющей A42 (на севере) и A43 (на юге);
- Из центра Лиона по трамвайной линии Rhônexpresse. Длина линии 23 км, при этом 14,6 км используют инфраструктуру существующей трамвайной линии.
- На автобусе сети Satobus, соединяющий аэропорт с крупнейшими городами региона: Лион, Гренобль, Бургуин-Жалльё, Бурк-ан-Брес (через Амберьё-ан-Бюже), Анси (через Шамбери), Экс-ле-Бен, зимой также с основными горнолыжными курортами;
- На поезде TGV со станции под аэропортом (Париж, а также города региона и нижней Роны).